# Chó sục săn chuột

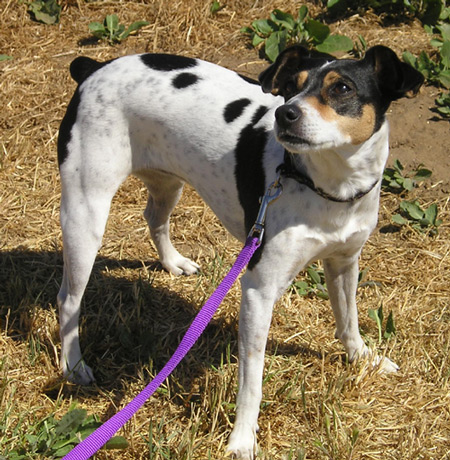
Một con chó sục săn chuột tam thể

Chó sục săn chuột hay còn gọi là chó chuột (Rat Terrier) là một giống chó thuộc nhóm chó sục có nguồn gốc từ Mỹ. Hiện nay, đây là một giống chó lý tưởng cho một gia đình tìm một loài vật nuôi hiếu động, thông minh, năng động và tận tâm. Chúng tỏ ra là loài vật nuôi hữu ích trong gia đình để giải trí, canh gác nhà cửa và tiêu diệt loài gặm nhấm đặc biệt là chuột.
Giống chó sục chuột được lai giống vào cuối năm 1800 từ một sự kết hợp của các giống chó sục như chó sục cáo lông mượt (Smooth Fox Terrier), chó sục Manchester và một vài giống chó nhỏ khác như chó săn thỏ Beagle và Whippet. Giống chó này đã trở thành phổ biến ở Mỹ trong những năm đầu thế kỷ 20 để bảo vệ trang trại và săn bắn (săn các loài gặm nhấm).

## Đặc điểm
Giống chó Rat Terrier là một dòng chó có kích cỡ khá nhỏ con và gọn gàng, cơ thể cao ráo và chắc nịch, các cặp chân cao thẳng, thon gọn, thân hình cơ bắp với bộ ngực sâu, vai rộng và chiếc cổ khá cao. Giống chó này có đầu thủ khá nhỏ, mõm dài nhọn, đôi mắt to và cặp tai dài và lớn mở dựng đứng trên đầu, chúng có chiếc đuôi ngắn hoặc cắt cộc. Rat Terrier có 2 kích thước, dòng chó Rat Terrier tiêu chuẫn có kích thước chiều cao từ 35 – 58 cm và trọng lượng từ 5 – 16 kg; dòng chó Rat Terrier kích cỡ nhỏ có chiều cao chỉ đạt 20 cm và cân nặng từ 3 – 4 kg. Chúng có bộ lông ngắn và tương đối dày, lông của chúng thường có màu trắng kết hợp mảng màu đen hoặc trắng kết hợp mảng màu nâu đỏ, màu sô cô la, màu vàng đen, xanh đen hoặc màu rỉ sét. Nếu chăm sóc tốt nó có thể sống thọ 15-18 năm hoặc lâu hơn nữa tùy vào sự chu đáo, cần vệ sinh thường xuyên các vùng mắt, tai, mũi họng.

## Thể chất

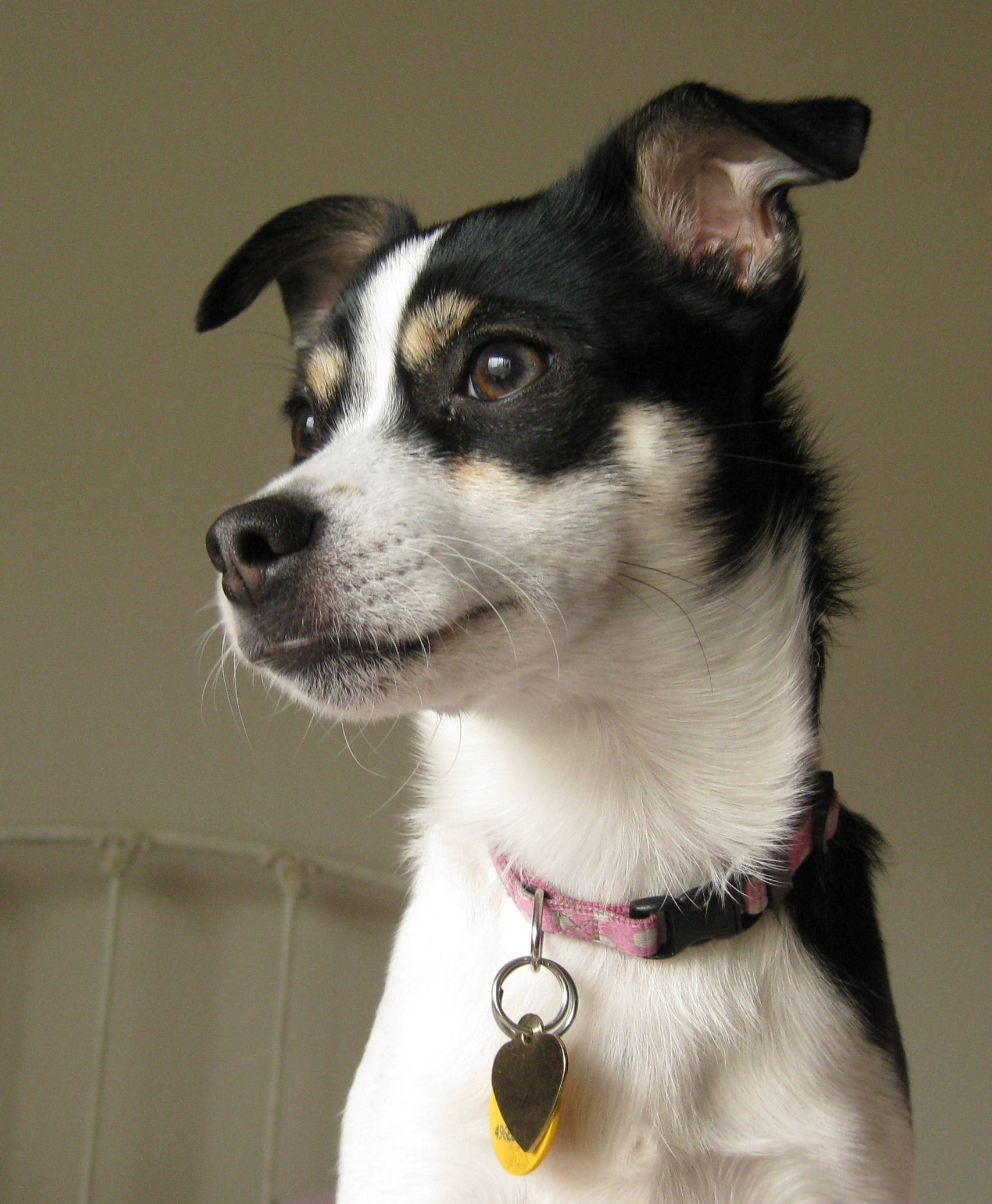
Giống chó này thân thiện

Giống chó này có khả năng chạy nhảy rất nhanh và sức mạnh dẻo dai, chúng được sử dụng để săn thú nhỏ như sóc và thỏ, chúng cũng có thể chui vào các hang hố nhỏ để săn lùng và diệt chuột. Chúng là loài chó khỏe mạnh, chúng có tuổi thọ kéo dài từ 15 - 18 năm. Loài chó này chỉ gặp một số vấn đề về chứng loạn sản xương hông, khuỷu tay và sai khớp xương bánh chè. Bộ lông ngắn và sáng bóng của loài chó này rất dễ chăm sóc, chỉ cần chải lông thường xuyên để loại bỏ lông chết hàng tuần.
Giống chó Rat Terrier có bản tính khá hiếu động, tò mò và luôn tràn đầy năng lượng, đây là một loài chó rất thông minh là lanh lẹ, thân thiện, tận tâm và trung thành với gia đình của mình, chúng là một sát thủ diệt chuột và các loài động vật gặm nhấm ở trong nhà và cũng có khả năng canh gác rất tốt. Chúng cũng rất vui vẻ và lịch sự, chúng rất dễ hòa nhập với môi trường mới, cư xữ hòa nhã với người lạ và những loài vật nuôi khác, tuy nhiên chúng khá manh động đối với trẻ em nhỏ, nên cẩn thận khi để trẻ quá nhỏ chơi với loài chó này. Chúng phù hợp với môi trường sống trong gia đình tuy nhiên chúng khá hiếu động trong nhà, chúng cần được đi dạo và vận động mỗi ngày, loài chó này cũng rất thích được bơi lội.